# クリスチャン・スタディール
クリスチャン・スタディール (Christian Stadil , 1971年11月9日 - ) はデンマークの実業家。ヒュンメルファッション社長であり、投資会社THORNICO社取締役。2004年、「スカンジナビアでもっとも注目されたビジネスマン」の一人に選ばれた。

## 来歴
- 1971年：デンマークに生まれる。父はスカンジナヴィアの青年実業家。母はヴォーグ、ELLEなどで活躍したトップモデル。
- 1985年：寄宿学校に入る。
- 1998年：父親とヒュンメルインターナショナルの株を100%取得する。ファッション部門の独立会社、ヒュンメルファッションの社長（当時はバンブル・ビー社）に就任。

## その他
- 趣味は登山とヨガ。
- ボディービルディングで48kgだった体重が97kgになったことがある。